# Liga Conferência Europa da UEFA de 2022–23 – Primeira pré-eliminatória
A Primeira pré-eliminatória da Liga Conferência Europa da UEFA de 2022–23 será disputada nos dias 7 e 14 de julho de 2022. Os 30 vencedores desta fase se qualificarão para a Segunda pré-eliminatória da Liga Conferência Europa.

## Sorteio
O sorteio primeira pré-eliminatória da Liga Conferência Europa de 2022–23 foi realizado no dia 14 de junho de 2022.
Um total de 60 equipes participarão da primeira pré-eliminatória da Liga Conferência Europa. Antes do sorteio, as equipes foram divididas em “Cabeça de chave” e “Não cabeça de chave” de acordo com o coeficiente de clube da UEFA de 2022 e alocadas em 6 grupos, os quais continham 5 equipes de cada tipo. Em seguida, foram pré-atribuídos pela UEFA números para cada equipe. Foram separados dois potes, um contendo bolinhas com os números de 1 a 5 (cabeças de chave), e outra com os números 6 a 10 (não cabeças de chave). As duplas de números sorteadas dos dois potes indicaram os confrontos de todas as equipes de todos os grupos. O primeiro número sorteado entre a dupla indicará o mandante da partida de ida.
Equipes da mesma associação não podem ser sorteadas para se enfrentar.
| Grupo 1                                                                                  | Grupo 1                                                                                                  | Grupo 2                                                                                       | Grupo 2                                                                                  | Grupo 3                                                                                          | Grupo 3                                                                                       |
| Cabeça de chave                                                                          | Não cabeça de chave                                                                                      | Cabeça de chave                                                                               | Não cabeça de chave                                                                      | Cabeça de chave                                                                                  | Não cabeça de chave                                                                           |
| ---------------------------------------------------------------------------------------- | --- | --------------------------------------------------------------------------------------------- | ---------------------------------------------------------------------------------------- | ------------------------------------------------------------------------------------------------ | --------------------------------------------------------------------------------------------- |
| - Dinamo Tbilisi (1) - Alashkert (2) - Drita (3) - Lechia Gdańsk (4) - Milsami Orhei (5) | - Inter Turku (6) - Panevėžys (7) - Paide Linnameeskond (8) - Akademija Pandev (9) - Ħamrun Spartan (10) | - KuPS (1) - Laçi (2) - Mura (3) - FK Liepāja (4) - Kauno Žalgiris (5)                        | - Sfântul Gheorghe (6) - Ružomberok (7) - Dila Gori (8) - Gjilani (9) - Iskra (10)       | - Olimpija Ljubljana (1) - Podgorica (2) - B36 Tórshavn (3) - Gżira United (4) - St Joseph's (5) | - Borac Banja Luka (6) - Larne (7) - Déifferdeng 03 (8) - Atlètic d'Escaldes (9) - Llapi (10) |
| Grupo 4                                                                                  | Grupo 4                                                                                                  | Grupo 5                                                                                       | Grupo 5                                                                                  | Grupo 6                                                                                          | Grupo 6                                                                                       |
| Cabeça de chave                                                                          | Não cabeça de chave                                                                                      | Cabeça de chave                                                                               | Não cabeça de chave                                                                      | Cabeça de chave                                                                                  | Não cabeça de chave                                                                           |
| - Bala Town (1) - Breiðablik (2) - Europa (3) - DAC Dunajská Streda (4) - Fola Esch (5)  | - Víkingur (6) - Tre Fiori (7) - Sligo Rovers (8) - Cliftonville (9) - Santa Coloma (10)                 | - FK Shkëndija (1) - Dinamo Minsk (2) - Partizani (3) - Tre Penne (4) - Petrocub Hîncești (5) | - Saburtalo Tbilisi (6) - Floriana (7) - Ararat Erevan (8) - Tuzla City (9) - Dečić (10) | - Flora (1) - Pogoń Szczecin (2) - Crusaders (3) - HB Tórshavn (4) - Riga (5)                    | - Bruno's Magpies (6) - Derry City (7) - SJK (8) - Newtown (9) - KR (10)                      |

## Resultados
| Equipe 1            | Total       | Equipe 2            | 1.º jogo | 2.º jogo |
| ------------------- | ----------- | ------------------- | -------- | -------- |
| Alashkert           | 2–4         | Ħamrun Spartan      | 1−0      | 1−4      |
| Lechia Gdańsk       | 6–2         | Akademija Pandev    | 4−1      | 2−1      |
| Inter Turku         | 1–3         | Drita               | 1−0      | 0−3      |
| Dinamo Tbilisi      | 4–4 (5−6 p) | Paide Linnameeskond | 2−3      | 2−1      |
| Panevėžys           | 0–2         | Milsami Orhei       | 0−0      | 0−2      |
| Laçi                | 1–0         | Iskra               | 0−0      | 1−0      |
| FK Liepāja          | 3–2         | Gjilani             | 0−1      | 3−1      |
| Sfântul Gheorghe    | 2–4         | Mura                | 1−2      | 1−2      |
| KuPS                | 2–0         | Dila Gori           | 2−0      | 0−0      |
| Ružomberok          | 2–0         | Kauno Žalgiris      | 2−0      | 0−0      |
| Podgorica           | 4–2         | Llapi               | 2−0      | 2−2      |
| Gżira United        | 2–1 (pro)   | Atlètic d'Escaldes  | 1−1      | 1−0      |
| Borac Banja Luka    | 3–3 (3−4 p) | B36 Tórshavn        | 2−0      | 1−3      |
| Olimpija Ljubljana  | 3–2 (pro)   | Déifferdeng 03      | 1−1      | 2−1      |
| Larne               | 0–1         | St Joseph's         | 0−0      | 0−1      |
| Breiðablik          | 5–1         | Santa Coloma        | 1−0      | 4−1      |
| DAC Dunajská Streda | 5–1         | Cliftonville        | 2−1      | 3−0      |
| Víkingur            | 3–1         | Europa              | 1−0      | 2−1      |
| Bala Town           | 2–2 (3−4 p) | Sligo Rovers        | 1−2      | 1−0      |
| Tre Fiori           | 4–1         | Fola Esch           | 1−0      | 3−1      |
| Dinamo Minsk        | 3–2         | Dečić               | 1−1      | 2−1      |
| Tre Penne           | 0–8         | Tuzla City          | 0−2      | 0−6      |
| Saburtalo Tbilisi   | 1–1 (5−4 p) | Partizani           | 0−1      | 1−0      |
| FK Shkëndija        | 4–2         | Ararat Erevan       | 2−0      | 2−2      |
| Floriana            | 0–1         | Petrocub Hîncești   | 0−0      | 0−1      |
| Pogoń Szczecin      | 4–2         | KR                  | 4−1      | 0−1      |
| HB Tórshavn         | 2–2 (2−4 p) | Newtown             | 1−0      | 1−2      |
| Bruno's Magpies     | 3–4         | Crusaders           | 2−1      | 1−3      |
| Flora               | 3–4 (pro)   | SJK                 | 1−0      | 2−4      |
| Derry City          | 0–4         | Riga                | 0−2      | 0−2      |

### Partidas de ida
| 7 de julho de 2022 | Alashkert | 1 – 0     | Ħamrun Spartan | Estádio Republicano Vazgen Sargsyan, Yerevan |
| 17:00 (19:00 AMT)  | Artak 25' | Relatório |                | Árbitro: GRE Vassilis Fotias                 |